# Stöcken (Neusorg)
Stöcken ist ein Gemeindeteil der Gemeinde Neusorg im oberpfälzischen Landkreis Tirschenreuth.

## Geografie
Stöcken liegt im Südwesten des Fichtelgebirges. Der Weiler liegt einen guten Kilometer südöstlich von Neusorg. Ungefähr einen halben Kilometer im Nordnordosten des Ortes liegt ein gleichnamiger Weiler, der ebenfalls zur Gemeinde Neusorg gehört.

## Geschichte
Das bayerische Urkataster zeigt Stöcken in den 1810er Jahren als Einöde, die aus zwei direkt aneinander gebauten Herdstellen besteht. Seit den bayerischen Gemeindeedikten hatte Stöcken zur Gemeinde Schwarzenreuth gehört, deren Verwaltungssitz sich im Dorf Schwarzenreuth befand. Neben dem namensgebenden Hauptort gehörten dazu noch das Dorf Schurbach, der Weiler Stockau und die Einöde Wäsch. Nachdem die Gemeinde Schwarzenreuth im Jahr 1949 in Gemeinde Neusorg umbenannt worden war, wurde sie während der bayerischen Gebietsreform um die Gemeinde Riglasreuth erweitert. Durch diese Eingliederung kam auch der zu dieser Gemeinde gehörende Weiler Stöcken hinzu, so dass zur Gemeinde einige Jahre lang zwei Gemeindeteile Stöcken gehörten. Mittlerweile besteht in Neusorg nur noch ein Gemeindeteil namens Stöcken.
| Jahr          | 001900 | 001925 | 001950 | 001961 | 001970 | 001987 |
| Einwohnerzahl | 15     | 21     | 15     | 21     | 20     | 14     |